# Magyar Bibliatársulat
A Magyar Bibliatársulat Alapítványt (rövidített neve: Magyar Bibliatársulat vagy Bibliatársulat) a magyarországi protestáns és ortodox egyházak hozták létre a magyar nyelvű Biblia ügyének szolgálatára (alapító okiratának dátuma: 1991. december 2.) a Bibliatanács utódjaként – az előzmények 1832-ig vezethetők vissza. A Bibliatársulat tevékeny a Biblia szövegének gondozásában, fordításában és kiadásában. Terjeszti a Bibliát Magyarországon belül és kívül, és a Biblia megértését segítő irodalmat ad ki. 
A Bibliatársulat tagja a Bibliatársulatok Világszövetségének, amely a különböző nemzeti bibliatársulatok munkáját koordinálja.
A Bibliatársulat digitális formában is elérhetővé teszi a Szentírást (a revideált új fordítású Bibliát)
A Bibliatársulat a Bibliát a vakok és gyengénlátók részére, továbbá  a siketek és nagyothallók számára alkalmas formában is hozzáférhetővé teszi. Évről évre bibliaismereti versenyeket rendez, többféle korszerű formában.